# Emmanuel Zossou
Emmanuel Djima Zossou, né le 23 septembre 1955 à Porto-Novo dans le département de l’Ouémé, est un homme politique béninois.
De 2015 à 2020, il est maire de Porto-Novo, la capitale de la république du Bénin.

## Carrière
Emmanuel Zossou est ingénieur en informatique de profession, et a occupé plusieurs postes de responsabilité politique et professionnelle.
Le 28 juillet 2015, il est élu maire de Porto-Novo par ses pairs à l'unanimité des 33 conseillers municipaux présents essentiellement sur la liste du PRD (Parti du renouveau démocratique), dont Adrien Houngbédji, président de l'Assemblée nationale du Bénin, est le président.
Pour le développement de la ville-capitale, la seule ville nommément citée dans la Constitution de la république du Bénin, Emmanuel Zossou définit trois objectifs principaux : l’environnement, la gouvernance numérique et la responsabilité dans la gestion.

## Vie privée
Il est marié et père de quatre enfants.

## Référence
1. ↑  « Après son élection au poste de maire: Emmanuel Zossou dévoile ses ambitions pour Porto-Novo », sur quotidien-lematinal.info, 30 juillet 2015 (consulté le 5 août 2015)